# 荒川弘
荒川 弘（あらかわ ひろむ、1973年〈昭和48年〉5月8日 - ）は、日本の漫画家。女性。

## 来歴
北海道広尾郡忠類村（現・中川郡幕別町）生まれ、姉3人、弟1人の5人姉弟。
農業高校卒業（参照：アニメ「百姓貴族」11頭目）。その後、弟が高校卒業するまでの7年間、家業の酪農と畑作農業を手伝いながら、「エドモンド荒川」のペンネームで、『ゲーメスト』内のイラストや『コミックゲーメスト』（共に新声社）の投稿4コマ漫画を手がけていた。
また、「ちきんぢょーぢ」のペンネームで、光栄（現・コーエーテクモゲームス）から出ていた歴史投稿誌「歴史パラダイス」にも、イラストや4コマ漫画などを投稿していた。当時の一部の作品のリメイクは、『三国志魂』に掲載されている。
1999年にエニックス（後のスクウェア・エニックス）主催の『第9回エニックス21世紀マンガ大賞』にて、「STRAY DOG」が最高位である大賞を受賞。『月刊少年ガンガン』1999年8月号に掲載されデビュー。衛藤ヒロユキのアシスタントを経て独立。
2001年、『月刊少年ガンガン』にて、『鋼の錬金術師』を初連載。アニメ化・ゲーム化されるなど大ヒットし、2010年で完結する。
2006年、『ウンポコ』（新書館）にて『百姓貴族』を連載開始。2009年に同誌が休刊後は『ウィングス』（同社）に移籍。
2007年、『ガンガンパワード』にて、『獣神演武』を連載開始。2009年より『月刊少年ガンガン』で連載する。
2011年、『週刊少年サンデー』にて、2011年19号より、自身初となる週刊誌にて『銀の匙 Silver Spoon』を2019年まで連載する。
2013年、『別冊少年マガジン』にて、2013年8月号より、田中芳樹原作のファンタジー小説『アルスラーン戦記』のコミカライズ版を連載開始。
2021年、『月刊少年ガンガン』にて、2022年1月号より、『黄泉のツガイ』を連載開始。

## 人物

### デビュー前
- 広大な土地（25ヘクタールの畑、本人曰く北海道では小〜中規模[9]）と大型農機による酪農と畑作（主にジャガイモ）を手がける農家に生まれ、農業高等学校[10]卒業後7年間家業を手伝っていた。また、実家の大規模農業に従事する際の経緯で、大型特殊自動車の運転免許を取得している[11]。
- 高校時代は空手を習っており、黒帯を取得していて[12]、今でも10キログラムのダンベルを片手で持ち上げられる筋肉を維持している。
- 子供の頃に『人形劇 三国志』を見て以来の『三国志』好きであり[13]、デビュー以前は中国旅行へもよく出かけていた[14]。『三国志』では、好きな武将として甘寧を挙げている[13]。また、上記「歴史パラダイス」の誌上では、「徐庶好きのちきんぢょーぢさん」と呼ばれていた。一方、中国で「鋼の錬金術師」の海賊版が横行していたことを苦々しく思っていたので、「RAIDEN-18」で毛沢東と書いて「けざわひがし」と読むキョンシーを登場させたことがある。単行本発売記念のインタビューによると「海賊版を出せないような漫画を出そう」と思って描いたと語っている[15]。
- 内藤泰弘の漫画『トライガン』のファンであり、映画化の際には応援イラストを寄稿している[16]。好きな作家は山田章博。尊敬する漫画家は田河水泡。自身の漫画道の原点であるとしている[17]。

### デビュー後
- ペンネームや作風から男性と間違われやすいが、女性である。後述の「牛の自画像」も白黒斑のホルスタインで、本人曰く「ホルスタイン＝乳牛＝ほぼ雌牛なので、男性だと思われていたことはカルチャーショックだった」とのことである[18]。
- 自画像はサーモントメガネをかけた牛で、実家が酪農を営んでいることと丑年生まれで牡牛座であることに由来する[19][4]。この自画像は自身が主人公である『百姓貴族』に限らず全作品において使用。牛に関するオブジェや本も多く所有している[20]。
- 2017年9月27日、TOKYO MX1で放送された、実写映画公開記念の原画展「鋼の錬金術師展」に伴い制作された特別番組『鋼の錬金術師展を100倍楽しむ方法』にVTRでテレビに初出演し、見どころなどを語った。画面に映る作者の顔の部分には上記の自画像イラスト（牛の顔）がスタンプされ「顔出しNG」の方針を貫いた。素顔は明らかにならなかったが、容姿や声は女性と分かるものであり、作者の性別を知らなかった視聴者やインターネットユーザーから驚きの声があがった[21]。
- 2007年に第一子の男児を出産。『鋼の錬金術師』連載中は妊娠中・出産後ともに一度も休載することがなかった。また、自身の子供について「15歳になったら自分の漫画を読ませて絶対面白いと言わせてやる…」「そうした将来の読者が出来たので戦いがいがある」と対談にて語っている[22]。子供の頃から牛の出産を目の当たりにしていたため、自身の出産に関しては「感動よりも出産手順の確認みたいになっていた」とも語っている[23]。その後2011年に第二子の長女を、2014年には第三子の次女[24]を出産した。
- 北海道の食料自給率の抜きん出た高さと、日本全体としての食糧自給率の低さを対比させた上で、都会人の食糧問題への認識の目に余る身勝手さと農家の実状を描きつつ「飢えたくなければ、銀座でベコ（牛）飼え。ヒルズを耕せ。」と訴えるなど、漫画家となった現在も一貫した農民視点の人物である[25]。これらの主張は『百姓貴族』においては所与の前提であり、一般作品でも『鋼の錬金術師』連載内の4コマ漫画や雑談ページ内などで時折書かれる。
- カラー絵は手書きで、コンピュータを使った作画は「私はどうもアナログ人間のようで」と苦手にしている[26]。『鋼の錬金術師』連載開始時は手元にあった絵の具を使用していたが、連載が進むにつれカラー原稿を描く機会も増え、手持ちの絵の具では事足りなくなったため、リキテックスに移行して[27]愛用している。

## 受賞歴
- 1999年 第9回エニックス21世紀マンガ大賞（『STRAY DOG』）
- 2004年 第49回小学館漫画賞少年向け部門（『鋼の錬金術師』）
- 2006年 第5回東京アニメアワード原作賞（『鋼の錬金術師』）[28]
- 2011年 第15回手塚治虫文化賞新生賞（『鋼の錬金術師』）
- 2011年 第42回星雲賞コミック部門（『鋼の錬金術師』）
- 2012年 第5回マンガ大賞（『銀の匙 Silver Spoon』）
- 2012年 第58回小学館漫画賞少年向け部門（『銀の匙 Silver Spoon』）
- 2013年 第1回「コンテンツ・アワード・オブ・ジャパン・フード・カルチャー」大賞（『銀の匙 Silver Spoon』）
- 2014年 フランス発行の日本文化の情報フリーペーパー「Zoom Japon」「ベスト漫画賞」（『百姓貴族』）
- 2023年 次にくるマンガ大賞2023 コミックス部門2位受賞（『黄泉のツガイ』

## 作品リスト

### 連載
- 鋼の錬金術師[29] - 『月刊少年ガンガン』（2001年8月号 - 2010年7月号・10月号）
- 獣神演武 - 『ガンガンパワード』（2007年No.3 - 2009年4月号）、『月刊少年ガンガン』2009年6月号 - 2010年9月号）、原案：黄金周、脚本：社稜
- 百姓貴族 - 『ウンポコ』（2006年vol.8 - 2009年vol.17）、『月刊ウィングス』（2009年9月号 - 連載中） - 荒川自身の酪農体験を題材にしたエッセイ漫画。
- 銀の匙 Silver Spoon - 『週刊少年サンデー』（2011年19号 - 2019年52号）
- アルスラーン戦記 - 『別冊少年マガジン』（原作：田中芳樹、2013年8月号 - 連載中）
- 黄泉のツガイ - 『月刊少年ガンガン』（2022年1月号 - 連載中）

### 短編・読み切り
- STRAY DOG - 『月刊少年ガンガン』（1999年）
- 突撃となりのエニックス - 『月刊少年ガンガン』（2000年）
- この街の下で - 『東京魔人學園剣風帖短編集 3』（2000年）
- 上海妖魔鬼怪  - 『月刊少年ガンガン』『月刊ガンガンWING』（2000年、2002年、2006年）
- RAIDEN-18 - 『月刊サンデージェネックス』（2005年8月号、2006年1月号、2011年1月号、2021年2月号）
- 蒼天の蝙蝠 - 『ガンガンカスタム』（2006年）

### 単行本
- 鋼の錬金術師 CHRONICLE（2011年、スクウェア・エニックス）
- ヒーローズ・カムバック（2013年、小学館） - アンソロジー参加
- 三国志魂（スピリッツ） 上・下巻（2012年、コーエーテクモゲームス） - 杜康潤との共著。[30]

### その他
- ギリシア神話解体新書（1998年、光栄） - 一部キャラクターのイラストを担当。
- 三国志6群雄バイブル（1998年、光栄） - 一部キャラクターのイラストを担当。
- 信長解体新書（1998年、光栄） - 一部キャラクターのイラストを担当。2009年に新装版。
- ぱにぽにだっしゅ！（2005年） - 第25話のエンドカードのイラストを担当。
- さよなら絶望先生（2007年） - 第8話のエンドカードのイラストを担当。
- 宮部みゆき『ステップファザー・ステップ』（講談社ペーパーバックスK版、2008年） - カバーイラスト。
- サラ・リース・ブレナン『デーモンズ・レキシコンI魔術師の息子』（2009年、メディアファクトリー） - カバーイラスト。
- 荒川アンダー ザ ブリッジ×ブリッジ（2010年） - 第10話のエンドカードのイラストを担当。
- ユリイカ　特集=荒川弘 2010年12月号（2010年、青土社） - 「鋼の錬金術師」特集
- 週刊新マンガ日本史 No.35 雷電爲右エ門（2011年、朝日新聞出版）
- ご当地マンホールカード（2023年） - 長野県東御市のマンホールカードイラストを担当[31]。
- ムーンライズ（2024年） - キャラクター原案[32]。

## 関連人物
- 高橋弥七郎 - 小説家。彼の作品のガイドブックである「灼眼ノシャナノ全テ」に荒川が描き下ろし漫画を描いている。
- モリタイシ - 漫画家。彼の作品である『いでじゅう!』と荒川の作品である『鋼の錬金術師』の単行本に、互いに描き下ろし漫画を描いている。
- 堀川桃香 - スピードスケート選手。堀川の母と荒川が高校時代の同級生であり、家族ぐるみの交流を続けている縁で、2022年の北京五輪代表選手に決定した際、横断幕をはじめ応援旗や協賛金返礼グッズに使用するイラストを提供した[10]。
- 田村睦心 - 声優。アニメ「百姓貴族」において、荒川弘役の声を担当した[33]。

### アシスタント
- ゆづか正成[34]
- あいやーぼーる (AIYAH-BALL)[35]
- ひのでや三吉[35][36]
- 高枝景水[36]
- 杜康潤
- 鈴木マナツ[37]